# غريغوري كارمونا
غريغوري كارمونا (17 يناير 1979 في فرنسا - ) (بالفرنسية: Grégory Carmona)‏ هو لاعب كرة قدم فرنسي في مركز الوسط. لعب مع نادي بولون ونادي تور ونادي سيت ونادي غويونيون ونادي مونبلييه وAS Béziers Hérault ‏ وأسوا فالنس ‏.

## وصلات خارجية
- غريغوري كارمونا على موقع رابطة كرة القدم الفرنسية للمحترفين (الإنجليزية)
- غريغوري كارمونا على موقع قاعدة بيانات كرة القدم.إي يو (الإنجليزية)